# Frosolone
Frosolone är en ort och kommun i provinsen Isernia i regionen Molise i Italien. Kommunen hade 3 084 invånare (2018).